# Rasmus Kjeldahl
Rasmus Kjeldahl (født 27. marts 1965) har siden 2013 været direktør for Børns Vilkår.

## Baggrund
Rasmus Kjeldahl er født i Holte og opvokset i Skanderborg, hvor han gik på Niels Ebbesen Skolen, og tog herefter sin studentereksamen på Skanderborg Amtsgymnasium. Efter tre sabbatår i Europa uddannede han sig til cand.agro. fra Den Kongelige Veterinær- og Landbohøjskole (nu Københavns Universitet) i 1990, og afsluttede samtidig en ‘licence es science eco’ fra Université de Montpellier i 1989. Senere opnåede han en ph.d. i økonomi fra University of London i 1995.

## Karriere
Efter afsluttet uddannelse arbejdede Rasmus som forskningsassistent og ph.d studerende på Statens Jordbrugsøkonomiske Institut. I 1995 blev han ansat som embedsmand i EU-Kommissionen (ECFIN), hvorefter han blandt andet arbejdede som vicekabinetchef for Kommissær Ritt Bjerregaard (1997-1999). I 2000 vendte han tilbage til Danmark som sektorchef for økologikontrollen i Fødevareministeriet. Fra 2002 til 2013 var han administrerende direktør I Forbrugerrådet, og siden 2013 har han været direktør for Børns Vilkår.
Rasmus er aktiv i en række bestyrelser herunder Roskilde Universitet, Hans Knudsens Instituttet (HKI), Haver til Maver og Civilsamfundets Brancheforening. Han er desuden formand for Fonden Varefakta og næstformand for foreningen Poesiens Hus. Tidligere har han været engageret i flere andre organisationer og råd, herunder Nationalbankens repræsentantskab, Fonden Danwatch og tænketanken Concito – de to sidstnævnte var han medstifter af. Derudover har han været formand for BEUC (Den Europæiske Forbrugerorganisation) samt bestyrelsesmedlem for Consumers International og Consumers Helpline International.
Rasmus har stærke kompetencer inden for ledelse og organisationsudvikling, etiske spørgsmål og bæredygtighed. Han arbejder målrettet for at fremme ansvarlige praksisser og good governance i både erhvervslivet og civilsamfundet.

## Ledelsesstil
Rasmus’ ledelsesstil lægger vægt på ligeværdighed, inddragelse og transparens med fokus på at skabe samfundsforandringer, vækst og en sund økonomisk bundlinje.
Under Rasmus’ ledelse indførte Børns Vilkår i 2018 en model for medledelse, som er stærkt inspireret af sociokrati og Teal-principper. Modellen giver medarbejdere og deres arbejdsfællesskaber væsentligt mere autonomi end traditionelle organisationsformer, hvilket styrker både medarbejdernes motivation og overordnede performance.

## Resultater i Børns Vilkår
Børns Vilkår er en social humanitær interesseorganisation, der arbejder for at stoppe svigt af børn og unge gennem initiativer rettet mod børn, unge, forældre og fagpersoner.
Rasmus optræder jævnligt i medierne med organisationens mærkesager, og siden Rasmus tiltrådte som direktør i 2013, har organisationen oplevet markant vækst. Medarbejderstaben er vokset fra 41 til 182, antallet af frivillige fra 329 til 906, og antallet af private støtter og medlemmer er steget fra 9.400 til 85.071. Samtidig er indtægterne vokset fra 40,3 mio. kr. i 2013 til 234,1 mio. kr. i 2025, hvilket har gjort det muligt at mangedoble indsatsen for udsatte børn og unge.
Under Rasmus’ ledelse har Børns Vilkår gennemført flere markante initiativer;
- I 2013 blev bisidderordningen gjort permanent[3]
- I 2019 åbnede en ny afdeling i Aarhus[4]
- I 2021 blev BørneTelefonen døgnåben[5]
- I 2023 etablerede Børns Vilkår sit første kommunepartnerskab med Aarhus Kommune, og siden er der indgået flere lignende partnerskaber[6]

## Forfatterskab
I 2020 udgav Rasmus bogen Verdens bedste barndom, der fokuserer på at skabe optimale vilkår for børns trivsel og udvikling. Bogen sætter børns rettigheder og behov i centrum og sigter mod at sikre alle børn en tryg og omsorgsfuld opvækst. Gennem politisk indflydelse og oplysning arbejder Rasmus målrettet for at fremme en barndom fri for svigt, der giver plads til både leg og læring.  

## Privat
Rasmus er gift med Mette Aagaard, som er selvstændig ledelseskonsulent tilknyttet Agora. Parret bor i København og Rasmus har selv tre børn fra et tidlige ægteskab; Nina, Esther og Johan. I sin fritid har Rasmus en passion for sejlsport og landevejscykling.